# Chthonic
Chthonic (閃靈樂團) —o ChthoniC según la escritura oficial— es un grupo taiwanés de black metal sinfónico, el cual incorpora música tradicional de China, e incluso instrumentos tradicionales como el erhu (una especie de violín de dos cuerdas). La música de Chthonic está fuertemente influenciada por antiguas historias y mitologías orientales, especialmente taiwanesas. Se ha ganado el reconocimiento regional e internacional, además de numerosos premios, por ejemplo el Premio a la mejor banda en el Taiwan Golden Melodies Award Ceremony, en 2003.

## Miembros
- Freddy, Left Face of Maradou - voz, segundo ehru.
- Jesse, the Infernal - guitarra.
- Doris, Thunder Tears - bajo y segundas voces.
- CJ, Dispersed Fingers - teclados.
- Dani, Azathothian Hands - batería.
- Su-Nung, the Bloody String - Ehru

## Discografía
- 深耕 - Deep Rising (1998)
- 夢魘 - Nightmare (1999)
- 祖靈之流 - Where The Ancestors' Souls Gathered (1999)
- 靈魄之界 - 9th Empyrean (2000)
- 永劫輪迴 - Relentless Recurrence (2002)
- 賽德克巴萊 - Seediq Bale (2005)
- 賽德克巴萊英文版 - Seediq Bale (English Version) (2006)
- 鬼脈轉生 帝輪十年經典-精選集 - Pandemonium (Greatest Hits Collection) (2006)
- Mirror of Retribution (2009)
- Takasago Army  (2011)
- Bú-Tik  (2013)
- 失竊千年 - Timeless Sentence (2014)